# Zmarli w czerwcu 2024

## Czerwiec 2024
- 30 czerwca
  - Manuel Cargaleiro(inne języki) – portugalski malarz i ceramik[1]
  - Gilbert Desmet(inne języki) – belgijski kolarz szosowy[2]
  - Liliana Kowalska – polska tancerka baletowa[3]
  - Ryszard Kozłowski – polski historyk, profesor[4]
  - Edward Redliński – polski pisarz[5]
  - Jan Franciszek Żmudziński – polski lekarz weterynarii, profesor, członek rzeczywisty PAN[6][7][8]
- 29 czerwca
  - Marie-Christine Aulas – francuska polityk, politolog i publicystka, eurodeputowana III kadencji (1989–1991)[9]
  - Szabolcs Esztényi – polski pianista, kompozytor i pedagog pochodzenia węgierskiego[10]
  - Luciano Giovannetti – włoski duchowny rzymskokatolicki, biskup Fiesole (1981–2010)[11]
  - Brooks Johnson – amerykański lekkoatleta, sprinter, trener, mistrz Igrzysk Panamerykańskich (1963)[12]
  - Jacqueline de Jong(inne języki) – holenderska malarka, graficzka i rzeźbiarka[13]
  - Lalla Latifa(inne języki) – księżna Maroka, żona Hasana II, matka Muhammada VI[14]
  - Radosław Kulik – polski perkusista, członek zespołu Meffis[15][16]
  - Janusz Tracewski – polski trener zapaśniczy[17][18]
  - Doug Sheehan – amerykański aktor[19]
  - Jerzy Siepak – polski chemik, profesor zwyczajny UAM[20]
  - Barbara Trzeciak-Pietkiewicz – polska dziennikarka[21][22][23][24]
  - Shi Ping – chiński polityk, superstulatek, w chwili śmierci najstarszy żyjący mężczyzna na świecie[25][26].
- 28 czerwca
  - Jim Barrows – amerykański narciarz alpejski, trener[27]
  - Maria Białkowska-Dublasiewicz – polska dyrygentka[28]
  - Orlando Cepeda – portorykański baseballista[29]
  - Betty Dragstra-Veldpaus – holenderska piosenkarka, wokalistka zespołu Pussycat[30]
  - Dudu (Olegário Tolóí de Oliveira) – brazylijski piłkarz[31]
  - Konstandinos Gondikas – grecki prawnik, polityk, eurodeputowany (1981–1984)[32]
  - Yves Herbet – francuski piłkarz, trener[33]
  - Eugeniusz Iwanow – polski szachista, kompozytor szachowy[34]
  - Mohamed Osman Jawari – somalijski prawnik, polityk, przewodniczący Parlamentu (2012–2018), p.o. prezydenta Somalii (2012)[35]
- 27 czerwca
  - Cristina Alberdi – hiszpańska prawnik, polityk, minister spraw społecznych (1993–1996)[36]
  - Dragan Đurović(inne języki) – czarnogórski polityk, wicepremier (2001–2007), p.o. ministra spraw zagranicznych (2002–2003)[37]
  - Manuel Fernandes – portugalski piłkarz[38]
  - Stefan Gomowski – polski działacz opozycji w PRL[39]
  - Aleksandr Knajfiel(inne języki) – radziecki i rosyjski kompozytor[40]
  - Martin Mull(inne języki) – amerykański aktor[41]
  - Landry N’Guémo – kameruński piłkarz[42]
  - Alberto Tricarico – włoski duchowny rzymskokatolicki, arcybiskup, nuncjusz apostolski[43]
- 26 czerwca
  - Peter Armbruster – niemiecki fizyk, profesor, jeden z odkrywców pierwiastków chemicznych: Hs, Mt, Ds, Rg oraz Cn[44]
  - Siergiej Bieriezin – rosyjski hokeista, wicemistrz świata do lat 20 (1991), olimpijczyk (1994)[45]
  - Mykoła Chriapa – ukraiński koszykarz[46]
  - Muchkund Dubey(inne języki) – indyjski dyplomata, nauczyciel akademicki, sekretarz spraw zagranicznych(inne języki) (1990–1991)[47]
  - Kinky Friedman(inne języki) – amerykański piosenkarz country, autor piosenek, satyryk i polityk[48][49]
  - Karl-Hans Laermann – niemiecki inżynier, polityk, poseł do Bundestagu (1974–1998), minister edukacji i nauki (1994)[50]
  - Taiki Matsuno – japoński seiyū (aktor głosowy)[51]
  - Irena Nadolna-Szatyłowska – polska nauczycielka, pierwsza na świecie sędzia żużlowa[52]
  - Urszula Wenda – polska lekarka udzielająca pomocy rannym podczas pacyfikacji strajku w kopalni „Wujek” (1981)[53]
  - Yaşar Yakış(inne języki) – turecki dyplomata i polityk, minister spraw zagranicznych (2002–2003)[54]
- 25 czerwca
  - Sika Anoaʻi – samoański wrestler[55]
  - Bill Cobbs – amerykański aktor[56]
  - Zbyněk Čeřovský(inne języki) – czeski wojskowy (ČSLA, AČR), dysydent, sygnatariusz Karty 77[57]
  - William de Jesús Ruiz Velásquez – kolumbijski duchowny rzymskokatolicki, prefekt apostolski Letici (1997–2000)[58]
- 24 czerwca
  - Seth Binzer – amerykański wokalista, aktor, współzałożyciel zespołu Crazy Town[59]
  - Anna Dmitriewa(inne języki) – rosyjska tenisistka, trenerka, dziennikarka sportowa[60][61]
  - Thanasis Kamburelis – polski informatyk i matematyk pochodzenia greckiego, profesor, projektant komputerów Odra[62]
  - Susana Ruiz Cerutti(inne języki) – argentyńska prawniczka, dyplomata, minister spraw zagranicznych (1989)[63]
- 23 czerwca
  - Bernard Allen(inne języki) – irlandzki polityk, Teachta Dála (1981–2011), burmistrz Corku (1988), minister edukacji i środowiska (1994–1997)[64]
  - Grzegorz Bloch – polski stylista[65]
  - Maciej Borsa – polski urbanista, wykładowca akademicki[66]
  - Claude Buchon – francuski kolarz torowy i szosowy, medalista mistrzostw świata (1969), olimpijczyk (1976)[67]
  - Pat Colbert – amerykańska aktorka[68]
  - Agim Doçi – albański poeta, autor tekstów piosenek[69]
  - Michael Krause(inne języki) – niemiecki hokeista na trawie, mistrz olimpijski (1972)[70]
  - Tamayo Perry(inne języki) – amerykański aktor oraz surfer[71]
  - Jan Suchorończak – polski inżynier górnictwa i urzędnik państwowy, działacz łowiecki[72]
  - Hugo Villanueva – chilijski piłkarz, obrońca, uczestnik mistrzostw świata (1966), medalista Copa América (1967)[73]
- 22 czerwca
  - Jerzy Bruszkowski – polski lekkoatleta, średniodystansowiec, mistrz Polski (1960, 1961, 1962, 1964)[74][75]
  - Refa’el Ederi – izraelski polityk, członek Knesetu (1981–1999), minister bez teki (1988–1990) i ochrony środowiska (1990)[76]
  - Péter Kovács(inne języki) – węgierski gimnastyk sportowy, medalista olimpijski (1980)[77]
  - John A. McDougall – amerykański lekarz i dietetyk[78]
- 21 czerwca
  - Józef Buszman – polski samorządowiec, informatyk, wiceprezydent Katowic (1998–2002), radny wojewódzki (2007–2010), prezes Związku Górnośląskiego (2008–2010)[79]
  - Frederick Crews(inne języki) – amerykański eseista, tłumacz, krytyk literacki, profesor UC Berkeley[80]
  - Gianfranco Gardin – włoski duchowny rzymskokatolicki, franciszkanin konwentualny, arcybiskup, sekretarz Kongregacji ds. Instytutów Życia Konsekrowanego i Stowarzyszeń Życia Apostolskiego (2006–2009), biskup Treviso (2009–2019)[81]
  - Salah Aboud Mahmoud(inne języki) – iracki wojskowy, generał, dowódca w bitwie o Al-Chafdżi (1991)[82]
- 20 czerwca
  - Gerhard Aigner – niemiecki piłkarz, sędzia i działacz piłkarski, sekretarz generalny UEFA (1989–2003)[83]
  - Paul Davidson(inne języki) – amerykański ekonomista[84]
  - Lothar Gall(inne języki) – niemiecki historyk, profesor Uniwersytetu we Frankfurcie nad Menem[85][86]
  - Antonina Kowalska – profesor Uniwersytetu Jagiellońskiego, pracownik Instytutem Fizyki UJ[87]
  - Mazel (Luc Maezelle)(inne języki) – belgijski twórca komiksów i ilustrator[88]
  - Andrzej Mularczyk – polski pisarz, scenarzysta filmowy, autor reportaży, twórca słuchowisk radiowych[89]
  - Donald Sutherland – kanadyjski aktor i producent filmowy[90]
  - Husein Oručević – bośniacki dziennikarz, działacz społeczny, konsul honorowy RP w Mostarze (2022–2024)[91]
  - Margarita Voites(inne języki) – estońska śpiewaczka, sopranistka koloraturowa[92]
  - Taylor Wily(inne języki) – amerykański aktor, zawodnik sumo i UFC[93]
  - Tomasz Zubilewicz – polski chirurg, profesor[94]
- 19 czerwca
  - Halina Bortnowska – polska filozof, teolog, publicystka[95]
  - Guram Kostawa – gruziński szpadzista, mistrz świata (1961, 1967)[96]
  - Wojciech Magnuski – polski aktor[97]
  - Stefano Malinverni – włoski lekkoatleta, sprinter, halowy wicemistrz Europy (1979), medalista olimpijski (1980)[98]
  - Władimir Mitkow – jugosłowiański polityk i prawnik, profesor, przewodniczący prezydium (prezydent) Socjalistycznej Republiki Macedonii (1983–1986)[99]
  - Katsue Miwa(inne języki) – japońska seiyū (aktorka głosowa)[100]
  - José Ángel Rovai – argentyński duchowny rzymskokatolicki, biskup pomocniczy Córdoby (1999–2006), biskup Villa Maríi (2006–2013)[101]
- 18 czerwca
  - Anouk Aimée – francuska aktorka[102]
  - Stojan Andow – macedoński polityk, przewodniczący parlamentu (1991–1996 i 2000–2002), p.o. prezydenta (1995)[103]
  - Sara Facio(inne języki) – argentyńska artystka fotograficzka[104]
  - James Chance(inne języki) – amerykański saksofonista nurtu no wave, klawiszowiec i wokalista[105][106]
  - Łukasz Lipiński – polski dziennikarz prasowy[107][108][109][110]
  - Willie Mays – amerykański baseballista[111]
  - Daniel Patrick Reilly – amerykański duchowny rzymskokatolicki, biskup Norwich (1975–1994) i Worcesteru (1994–2004)[112]
  - Karol Toeplitz – polski filozof, etyk, tłumacz, profesor zw.[113]
  - Franjo Vladić – jugosłowiański i bośniacki piłkarz[114]
- 17 czerwca
  - Anders Bodegård – szwedzki slawista, tłumacz literatury polskiej oraz francuskiej[115]
  - Claudio Graziano(inne języki) – włoski wojskowy, generał, szef sztabu Włoskich Sił Zborjnych (2015–2018), przewodniczący EUMC (2018–2022)[116][117]
  - Paul Spencer – angielski DJ, producent muzyczny, członek Dario G[118]
  - Tadeusz Śliwa – polski duchowny rzymskokatolicki, historyk Kościoła, profesor WSD w Przemyślu[119][120]
- 16 czerwca
  - Ludwig Adamovich mł.(inne języki) – austriacki prawnik, profesor, przewodniczący Trybunału Konstytucyjnego (1984–2002)[121]
  - Roman Bąk – polski działacz partyjny i państwowy, wicewojewoda (1975–1981) i wojewoda bydgoski (1981)[122]
  - Paul Chemetov(inne języki) – francuski architekt, urbanista[123]
  - Jodie Devos(inne języki) – belgijska śpiewaczka operowa, sopranistka koloraturowa[124][125]
  - Roberto Lückert – wenezuelski duchowny rzymskokatolicki, arcybiskup Coro (1993–2016)[126]
  - Marcelo Martorell – argentyński duchowny rzymskokatolicki, biskup Puerto Iguazú (2006–2020)[127]
  - Bob Schul – amerykański lekkoatleta, długodystansowiec, mistrz olimpijski (1964)[128]
- 15 czerwca
  - Dżad Allah Azzuz at-Talhi – libijski dyplomata, polityk, minister spraw zagranicznych (1987–1990), premier (1979–1984 i 1986–1987)[129]
  - Murlidhar Chandrakant Bhandare – indyjski polityk, parlamentarzysta (1980–1994), gubernator stanu Orisa (2007–2013)[130]
  - Kevin Campbell – angielski piłkarz[131]
  - Józef Czaja – profesor Wydziału Geodezji Górniczej i Inżynierii Środowiska AGH w Krakowie, były dziekan tego wydziału[132]
  - Sławomir Gurny – polski lekkoatleta, długodystansowiec[133]
  - Janusz Gołaski – polski geodeta i kartograf, profesor[134]
  - Francine Leca(inne języki) – francuska chirurg, pionierka kardiochirurgii dziecięcej[135]
  - Matija Šarkić – czarnogórski piłkarz[136]
  - Zofia Wilczyńska – polska polityk, nauczycielka, posłanka na Sejm (1989–1991 oraz 1993–2005)[137]
  - Freddy Willockx – belgijski polityk, samorządowiec, ekonomista, minister, poseł do Parlamentu Europejskiego (1994–1999)[138]
- 14 czerwca
  - Jacques Le Divellec(inne języki) – francuski szef kuchni[139]
  - Christiane Mercelis – belgijska tenisitka[140]
  - Maurus Muldoon – amerykański duchowny rzymskokatolicki, biskup Juticalpa (1984–2012)[141]
  - George Nethercutt – amerykański polityk, prawnik, członek Izby Reprezentantów (1995–2005)[142]
  - Trygve Reenskaug(inne języki) – norweski informatyk, profesor Uniwersytetu w Oslo, twórca MVC[143]
  - Kazuko Shiraishi(inne języki) – japońska poetka, tłumaczka[144]
- 13 czerwca
  - Tommy Banks – angielski piłkarz[145]
  - Angela Bofill(inne języki) – amerykańska piosenkarka i autorka tekstów[146]
  - Benji Gregory – amerykański aktor[147][148]
  - Reinhard Kulessa – polski fizyk, profesor UJ, prezes PTF (2006–2009)[149]
  - Larry Siedentop(inne języki) – amerykańsko-brytyjski filozof polityki, profesor[150]
- 12 czerwca
  - Fernando José de França Dias Van-Dúnem(inne języki) – angolski polityk, premier (1991–1992 i 1996–1999), przewodniczący Zgromadzenia Narodowego (1992–1996)[151]
  - Neil Goldschmidt – amerykański polityk, burmistrz Portland (1973–1979), Sekretarz Transportu USA(inne języki) (1979–1981), gubernator stanu Oregon (1987–1991)[152]
  - Mahmoud El-Tayeb – sudański archeolog i nubiolog, dr hab., profesor UW[153]
  - Zdzisław Pawlak – polski duchowny rzymskokatolicki, filozof, etyk, profesor UMK[154]
  - José Enrique Pons Grau – hiszpański polityk, deputowany (1983–1986), poseł do Parlamentu Europejskiego (1986–1999)[155]
  - Jerry West – amerykański koszykarz, trener i działacz sportowy[156]
  - Grzegorz Węcławowicz – polski geograf, profesor[157]
  - Wiaczesław Zudow – rosyjski pilot wojskowy, kosmonauta (Sojuz 23)[158]
- 11 czerwca
  - Alberts Bels – łotewski pisarz[159]
  - Dianne Burge – australijska lekkoatletka, sprinterka, olimpijka (1964, 1968) mistrzyni Igrzysk Imperium Brytyjskiego i Wspólnoty Brytyjskiej (1966)[160]
  - Françoise Hardy – francuska piosenkarka, aktorka, kompozytorka, autorka tekstów[161]
  - Orest Lenczyk – polski piłkarz, trener, działacz piłkarski[162]
  - Tony Lo Bianco – amerykański aktor i reżyser[163]
  - Hennadij Macehora – ukraiński samorządowiec, mer Kupiańska (2020–2022), kolaborant rosyjski[164][165][166][167]
  - Tony Mordente(inne języki) – amerykański aktor, tancerz, choreograf, reżyser[168]
  - Cristino Seriche Bioko – gwinejski wojskowy i polityk, premier Gwinei Równikowej (1982–1992)[169]
  - Hans Spillmann – szwajcarski strzelec sportowy, wicemistrz olimpijski (1960)[170]
  - Éric Tappy – szwajcarski śpiewak, tenor liryczny[171]
- 10 czerwca
  - Saulos Chilima(inne języki) – malawijski polityk, wiceprezydent Malawi(inne języki) (2020–2024)[172]
  - Arnold Mindell – amerykański psycholog i psychoterapeuta[173]
  - Patricia Shanil Muluzi(inne języki) – pierwsza dama Malawi (1999–2004), była żona prezydenta Bakili Muluziego[174]
  - Arkadiusz Tomiak – polski operator filmowy[175]
- 9 czerwca
  - Frank Carroll – amerykański łyżwiarz figurowy, trener[176][177]
  - Lynn Conway – amerykańska informatyczka i elektroniczka, działaczka na rzecz praw osób transseksualnych[178]
  - Andrzej Grzywacz – polski piłkarz[179]
  - Michał Hochman – polski piosenkarz, gitarzysta[180]
  - Marzena Kipiel-Sztuka – polska aktorka[181][182][183][184][185]
  - Michaił Koluszew – rosyjski kolarz torowy, mistrz świata (1965, 1967)[186][187]
  - Yoshiko Kuga – japońska aktorka[188]
  - Beata Maksymow – polska judoczka, mistrzyni świata (1993, 1999), olimpijka (1992, 1996, 2000)[189]
  - Isabel Moreno – kubańska aktorka[190]
  - Alex Riel(inne języki) – duński perkusista jazzowy i rockowy[191]
  - Walerij Sajkin – radziecki i rosyjski polityk, członek KC KPZR (1986–1990), wicepremier Rosyjskiej FSRR (1990–1991)[192]
  - Edward C. Stone(inne języki) – amerykański fizyk, astronom, dyrektor JPL (1991–2001), pomysłodawca programu Voyager[193][194]
  - William (William José de Assis Filho) – brazylijski piłkarz[195]
- 8 czerwca
  - Christophe Deloire(inne języki) – francuski dziennikarz, generalny dyrektor organizacji Reporterzy bez Granic (2012–2024)[196][197][198][199]
  - Richard B. Hetnarski(inne języki) – amerykański inżynier mechanik polskiego pochodzenia, emerytowany profesor RIT[200]
  - Mark James(inne języki) – amerykański autor tekstów piosenek wykonywanych m.in. przez Elvisa Presleya (Suspicious Minds, Always on My Mind, Moody Blue)[201]
  - Leszek Kuliński – polski samorządowiec, wójt gminy Kobylnica (1998–2024)[202]
  - Waldemar Kurpiński – polski saksofonista i klarnecista jazzowy[203]
  - Wanda Siemaszko – polska aktorka[204]
  - Klaus Töpfer – niemiecki polityk, ekonomista, minister środowiska (1987–1994), dyrektor UNEP (1998–2006)[205]
  - Chet Walker – amerykański koszykarz[206]
- 7 czerwca
  - William Anders – amerykański pilot wojskowy, generał, inżynier, astronauta (Apollo 8), autor fotografii Earthrise[207]
  - Jean-Kasongo Banza – kongijski piłkarz[208]
  - David Boaz – amerykański publicysta i komentator polityczny związany z Cato Institute[209]
  - André Ferreira(inne języki) – brazylijski siatkarz, mistrz olimpijski (1992)[210]
  - Ernstalbrecht Stiebler(inne języki) – niemiecki kompozytor muzyki eksperymentalnej[211]
  - Danuta Wierzbicka – polska stomatolog i polityk, historyk kultury antycznej, posłanka na Sejm RP I kadencji (1991–1993)[212]
- 6 czerwca
  - Jerzy Krzanowski –  polski przedsiębiorca, współzałożyciel i współwłaściciel firmy Nowy Styl[213][214]
  - Fumihiko Maki – japoński architekt, laureat Nagrody Pritzkera (1993) i Nagrody Wolfa w dziedzinie sztuki (1988)[215]
  - Siergiej Nowikow – rosyjski matematyk i fizyk, laureat Medalu Fieldsa (1970) oraz Nagrody Wolfa w dziedzinie matematyki (2005)[216]
  - Mateusz Sitek – polski żołnierz, 28 maja 2024 pchnięty nożem na granicy polsko-białoruskiej[217]
- 5 czerwca
  - Akira Endō – japoński biochemik, odkrywca statyn[218]
  - Adam Kaczmarek – polski strzelec sportowy, mistrz świata (1986, 1994) oraz Europy (1991), olimpijczyk (1988, 1992)[219]
  - Piotr Pałka – polski reżyser, scenarzysta i producent filmowy[220]
  - Rose-Marie(inne języki) – północnoirlandzka piosenkarka, aktorka, osobowość telewizyjna[221]
  - Ben Vautier – francuski artysta[222]
- 4 czerwca
  - Ahmed Szah Chan – członek afgańskiej rodziny królewskiej, ostatni następca tronu Afganistanu (1942–1973), pretendent do tronu (2007–2024)[223]
  - Mieczysław Frąckiewicz(inne języki) – polski pilot wojskowy, żołnierz Polskich Sił Powietrznych w Wielkiej Brytanii[224][225][226][227]
  - Bożena Galas-Zgorzalewicz – polska lekarka, neurolog, profesor, członek PAN[228][229]
  - Benicjusz Głębocki – polski geograf rolnictwa[230]
  - Parnelli Jones(inne języki) – amerykański kierowca wyścigowy[231][232]
  - Matilda Koen-Sarano(inne języki) – izraelska pisarka tworząca w języku ladino[233]
  - Ngoy Mbomboko – kongijski piłkarz[234]
  - Jan Reehorst(inne języki) – holenderski polityk, poseł na Tweede Kamer (1956–1967), burmistrz Velsen (1973–1977), burmistrz Haarlemu (1977–1984)[235]
  - Hubert Taczanowski (operator filmowy)(inne języki) – polski operator filmowy[236][237]
  - Andrzej Zowada – polski dziennikarz radiowy[238][239][240][241]
- 3 czerwca
  - Brigitte Bierlein – austriacka prawniczka i polityczka, przewodnicząca Trybunału Konstytucyjnego (2018–2019), kanclerz Austrii (2019–2020)[242]
  - Vaqif Hüseynov – azerski działacz komunistyczny, szef KGB Azerbejdżańskiej SRR (1989–1991)[243]
  - Jacek Kadłubowski – polski aktor, kaskader i konsultant ds. zwierząt[244]
  - Brother Marquis(inne języki) – amerykański raper[245]
  - Jürgen Moltmann – niemiecki teolog protestancki, profesor Uniwersytetu w Tybindze[246]
  - Izabella Olszewska – polska aktorka[247]
  - Dag Erik Pedersen(inne języki) – norweski kolarz szosowy[248]
  - William Russell – brytyjski aktor[249]
  - Armando Silvestre – meksykański aktor i kulturysta[250]
  - Jan Szurmiej – polski aktor, choreograf, reżyser teatralny[251][252][253][254]
- 2 czerwca
  - Swietłana Białłozór – polska chemiczka, profesor[255]
  - Carl Cain(inne języki) – amerykański koszykarz, mistrz olimpijski (1956)[256]
  - Jeannette Charles(inne języki) – brytyjska aktorka[257]
  - Lech Ciupa – polski działacz partyjny i ekonomista, I sekretarz KW PZPR w Koninie (1980–1989), poseł na Sejm PRL IX kadencji (1985–1989)[258]
  - Edgardo Cozarinsky(inne języki) – argentyński pisarz, dramaturg, aktor i reżyser filmowy[259]
  - Emma Lou Diemer(inne języki) – amerykańska kompozytorka[260]
  - Teresa Dunin-Karwicka – polska etnolożka, etnografka, profesor UMK[261]
  - Colin Gibb(inne języki) – brytyjski wokalista, muzyk zespołu Black Lace(inne języki)[262]
  - Zbigniew Maciej Gliwicz – polski hydrobiolog, ewolucjonista, profesor nauk przyrodniczych, członek rzeczywisty PAN[263]
  - Dawid Lewi – izraelski polityk, członek Knesetu (1969–2006), minister spraw zagranicznych (1990–1992, 1996–1998 oraz 1999–2000), założyciel partii Geszer[264]
  - Ryszard Ławrynowicz – polski samorządowiec, naczelnik gminy Kołobrzeg (1973–1987), starosta powiatu kołobrzeskiego (1998–2006)[265]
  - Janis Paige – amerykańska aktorka[266]
  - Harold Snoad – brytyjski reżyser oraz producent filmowy i telewizyjny[267]
  - Krzysztof Strykier – polski kierowca rajdowy i przedsiębiorca[268]
- 1 czerwca
  - Erich Anderson – amerykański aktor[269]
  - Artur Czilingarow – rosyjski badacz polarny, oceanolog, geograf, polityk[270]
  - José Domínguez Abascal(inne języki) – hiszpański inżynier przemysłowy, wykładowca akademicki, polityk, sekretarz stanu ds. energii (2018–2020)[271]
  - Harry van Hoof(inne języki) – holenderski kompozytor i dyrygent[272]
  - Andrzej Kostenko – polski operator filmowy, reżyser i scenarzysta, realizator filmów krótkometrażowych oraz filmów dokumentalnych[273]
  - Ruth Maria Kubitschek(inne języki) – niemiecka aktorka urodzona w Czechosłowacji[274]
  - Maria Moszyńska – polska matematyczka, profesor, dziekan WMIM UW (1984–1987)[275][276]
  - Philippe Leroy – francuski aktor[277]
  - Tin Oo – birmański wojskowy i polityk, minister obrony (1974–1977)[278]
  - Janusz Rewiński –  polski aktor i satyryk, poseł na Sejm RP I kadencji (1991–1993)[279]
- data dzienna nieznana
  - Jacques Freitag – południowoafrykański lekkoatleta, skoczek wzwyż, mistrz świata (2003)[280]